# L'Estrada (Toralla)
L'Estrada és una partida del terme municipal de Conca de Dalt, a l'antic terme de Toralla i Serradell, en territori del poble de Toralla.
Està situada al sud-est de Toralla, al nord de lo Racó de Miquel i a llevant de lo Planell, a la dreta de la llau de Mascarell i al sud de la Carretera de Toralla ja a prop del poble.